# Tochigi
Tochigi (jap. 栃木市 Tochigi-shi) – miasto w Japonii, w prefekturze Tochigi. Ma powierzchnię 331,50 km². W 2020 r. mieszkało w nim 155 628 osób, w 60 526 gospodarstwach domowych . W 2010 r. miało 139 268 mieszkańców w 48 401 gospodarstwach domowych, a wraz z miasteczkiem Ichigata (włączonym do miasta Tochigi 01-10-2011) i miasteczkiem Iwafune (włączonym do miasta Tochigi 05-04-2014) 164 033 mieszkańców, w 56 445 gospodarstwach domowych.
Miasto zostało założone 1 kwietnia 1937. 29 marca 2010 Tochigi zostało połączone z trzema miastami leżącymi w powiecie Shimotsuga: Fujioka, Ōhira i Tsuga.
Przez Tochigi przechodzą trzy linie kolejowe: Ryōmō, Nikkō, Utsunomiya.